# Hadrionella
Hadrionella är ett släkte av fjärilar. Hadrionella ingår i familjen bastardsvärmare.
Kladogram enligt Catalogue of Life:
| Hadrionella | \| \| Hadrionella chara \| \| \| \| \| \| Hadrionella ludia \| \| \| \| \| \| Hadrionella spectabilis \| \| \| \| |
|             | \| \| Hadrionella chara \| \| \| \| \| \| Hadrionella ludia \| \| \| \| \| \| Hadrionella spectabilis \| \| \| \| |
|             | Hadrionella chara                                                                                                 |
|             | |
|             | Hadrionella ludia                                                                                                 |
|             | |
|             | Hadrionella spectabilis                                                                                           |
|             | |